# Политическа коректност
Политическа коректност (и още политически коректен) e политически, културно-социологически термин, отразяващ установяването на система от рамки и правила, включително „политически коректен език“, който има ограничаваща функция във връзка с етически, морални съображения, и тази задържаща и ограничаваща функция е по отношение на всяка обществена и социална изява, която би могла да касае теми от тънък характер, както и възможния и допустим обществен дебат по редица остри обществени проблеми и използваната в такива дискусии терминология. Според дефиницията на известния американски политолог и журналист Уилям Сафир „политически коректен“ означава подчиняващ се на либералните или крайнолевите възгледи по сексуални, расови и екологични въпроси. Политическата коректност води началото си в страните от индустриалния Запад от сравнително неотдавна, през 70-те години на XX век. Целта на политическата коректност (ПК) е по адрес на дадени обособени социални малцинствени групи да се избягва употребата на думи и изказвания, които членовете на тези групи считат или евентуално биха могли да счетат за оскърбителни, а вместо това да се използва „политически коректен език“.
Тоест политическата коректност като такава е типът социално поведение, което се съобразява с обикновено малцинствени групи, използва език, който не би бил обиден или накърняващ, това е поведение зачитащо правата, свободата и правото на уважение на индивидите от малцинствените групи.
Самият политически коректен език е начинът, по който политическата коректност се изразява.

## Лингвистични основи
Един от аргументите в защита на употребата на политически правилен език е, че той служи за предотвратяване нанасянето на обида, базирана на разлики или недъзи. Друг аргумент се базира на теорията, че езиковите конструкции (language's grammatical categories) оформят идеите и действията на говорещия ги човек. И в двата случая целта е хората да се замислят върху предубежденията си, което спомага да направят по-внимателен избор на думите, които ще ползват и по-ясно да преценяват нещата, които различните хора могат да сметнат за обидни.
Два популярни примера за тази практика са предпочитането на думата „инвалид“ пред „сакат“ или „човек с намалена трудоспособност“ пред „инвалид“ както и на „психично болен“ пред „луд“ или „човек със специални потребности“ пред „психично болен“.
Хората, критикуващи избора на думи за политически правилния език смятат, че новите термини са затрудняващи и евфемистични (заобиколни, смекчаващи) заместители на оригиналния неукрасен език, явно открояващ различия по раса, пол, сексуална ориентация, недъзи, религия и политически убеждения.
Защитниците на политически правилния език твърдят, че основанията за промяна на езика и терминологията са следните:
- Правата/възможностите/свободите на определени хора са ограничени заради категоризацията им като членове на група, ползваща се с лошо име.
- Това определение за групата е подразбиращо се и подсъзнателно, както и подпомогнато от лесната възможност да залепиш етикет някому.
- Ако се ограничи възможността им да използват думи-етикети, хората ще са принудени да се замислят с какви думи да нарекат някого.
- Ако се наложи да се замислим с какви точно думи да определим някого, започваме да се интересуваме от него повече като индивидуалност, отколкото като член на някаква група.

В лингвистиката крайната форма на хипотезата на Сапир-Уорф гласи, че езиковите конструкции (language's grammatical categories) контролират възможните мисли на говорещия.. Докато малко хора поддържат хипотезата Сапир-Уорф в крайната ѝ форма, много лингвисти приемат по-умерена версия, а именно че начинът, по който виждаме света, се влияе от езиковия стил, който ползваме. Според силната форма на хипотезата „сексисткият език“ поощрява сексистки мисли.
Ситуацията се усложнява от възможността членовете на дадена група да приемат термини, които други се опитват да променят. Например в САЩ глухите хора винаги са смятали етикета „глух“ за отразяващ положението на членовете в групата, а не за обиден или презрителен. В днешни дни вместо етикета „глух“ там се използва терминът „човек с нарушен слух“, включващ и хората с частична загуба на слуха поради старост, злополуки и други причини. Макар че е политически коректен, много глухи хора смятат новия термин за омаловажаващ техния недъг.
Българската лингвистка Андреана Ефтимова изследва езика на „политическата коректност“ във връзка с т.нар „език на омразата“.